# Szvámi
A szvámi (szanszkrit: स्वामी, angol átírás: swami) a hinduizmusban olyan aszkéta vagy jógi, aki beavatást nyert a vallási szerzetesrendbe  és a legmagasabb spirituális megvalósításnak és/vagy az emberiség szolgálatának szenteli az életét. A szó jelentése: "ura önmagának" vagy "mester", de a bengáli nyelvben (sámi-nak ejtve) kettős jelentésű, és férjet is jelent.
A szvámi szót tiszteletbeli megszólításként is használják jóga-mesterek esetén. Ha Indiában valaki a "szvámidzsi" címzettje, akkor nem mindig szerzetes, lehet házas is.
A női szerzeteseket szvámini-nak vagy szádviknak hívják.
Jellegzetes ruhájuk az okker vagy narancssárga, a fehér és a piros is.

## A szvámik
Szigorúan véve minden szvámí az ősi szerzetesrendhez tartozik, amelyet mai formájában Sankara szervezett meg. (Mára azonban bármely jógaiskola alapítóját szváminak nevezhetnek a követői, illetve vannak önmagukat szváminak elnevező, spirituális úton járó személyek is.) A belépéshez azt a követelményt kell teljesíteni, hogy olyan végezze a beavatást, aki maga is szvámí. A szvámí rend minden szerzetese tehát egy közös gurura, Ádi ("az első") Sankaracsárjára (Sankara) vezeti vissza szellemi leszármazását. Valamennyien szegénységet (a magántulajdonról való lemondást = aparigraha) és szüzességet (brahmacsarja) fogadnak, valamint engedelmességet vezetőiknek, az istenségnek vagy Istennek.
Amikor szvámivá avatnak valakit, egy új nevet kap, és az új nevéhez a szvámí még egy szót tesz hozzá, amely azt mutatja meg, hogy a rend tíz ága közül melyikhez tartozik. Például Paramahansza Jógánanda eredeti neve Mukunda Lál Ghós volt; ebből lett a Szvámi Jógánanda, és a szvámi rend giri ágához került. (Később a paramahansza vallási-teológiai címet kapta, amit magas rangú hindu spirituális tanítóknak adományoznak.)
A dasanámík, vagyis a szvámi rendeket jelölő szók a következők: giri (hegy), szágara (tenger), bhárati (föld), purí (ösvény), szaraszvatí (a természet bölcsessége), tírtha (a zarándoklat helye) és aranja (erdő). A rendek az advaita védánta bölcseletét követik - de ettől eltérően számos, egyéb világnézetű tanító is tevékenykedik szvámí elnevezéssel.
Az egész emberiség önzetlen szolgálatának, valamint a személyes kötelékekről és törekvésekről való lemondásnak az eszménye a legtöbb szvámít emberbaráti és oktató tevékenység felé vezérli Indiában, s némely esetben idegen földön is. Miután leszámolt a kaszt, a felekezet, a társadalmi osztály, a bőrszín, a faj és a nem előítéleteivel, a szvámí az egész emberi testvériség érdekében munkálkodik. Célja a Szellemmel (Brahman) való maradéktalan egyesülés. Éber és alvó tudatát egyetlen gondolat tölti be: "Én Ő vagyok."
A vividisá, azaz a bonyolult szvámivá való avatási szertartás többek között egy tűzrítust foglal magában. Ez voltaképpen jelképes temetés, hisz a jelölt testi valója meghalt a világ számára, s elhamvadt a bölcsesség lángjában. Az újonnan felavatott szvámí ezért a következő mantrát kapja: "Ez az átman: Brahman", azaz "Te az vagy", "Én Ő vagyok". (lásd: advaita)
A szvámí elégedetten jár-kel a világban, de nem e világból való. Így mutatja meg, hogy megszolgálta a címét, hiszen szvámí az, aki a szvával, vagyis az önvalóval való egységet keresi. Talán felesleges hozzáfűzni, hogy nem minden formálisan szváminak nevezett személy egyformán sikeres magas céljai elérésében.

## Nevezetes szvámik
- Szvámi Mahesvaránanda,
- Szvámi Nirandzsanananda Szaraszvati,
- Szvámi Szatjánanda Szaraszvati,
- A. C. Bhaktivedánta Szvámi Prabhupáda,
- Szvámi Visnu-dévananda
- Szvámi Sivánanda,
- Szvámi Ráma,
- Swami Vivekananda,
- Szatja Szái Bába,
- Paramahansza Jógánanda

stb.

## Egy guru a szvámik életéről
| Szvámi Ráma könyvében így olvashatunk a szvámik életéről (nyitható szakasz) >>>>>>>>>>> |
| --- |
| Gyerekként a mesteremmel a hegyek között éltem, és naponta csak egyszer ettem. Étkezésem egy csapattiból, némi zöldségből és egy pohár tejből állt. Egy nap már csaknem délután egy körül járt, amikor kezet mostam, leültem és megkaptam az ennivalót. Asztali áldást mondtam, majd éppen nekiláttam volna az evésnek, amikor mesterem lépett be és így szólt: - Várj. - Mi a gond? - kérdeztem. - Egy öreg szvámi érkezett, aki éhes és oda kell neki adnod az ételt - válaszolta. - Nem - mondtam tiltakozva -, nem adom oda, akkor sem, ha egy szvámiról van szó. Én is éhes vagyok, és holnapig semmit sem fogok már enni. - Nem halsz bele. Add oda neki. De ne csak azért, mert én így akarom. Úgy add, mint szereteted ajándékát - szólt mesterem. - Éhes vagyok. Hogyan érezhetnék szeretetet olyasvalaki iránt, aki az én ételemet eszi? - kérdezte Amikor látta, hogy nem bír rávenni, hogy ajánljam fel az ételt a szváminak, végül azt mondta: - Megparancsolom, hogy add oda az ételt! A szvámi bejött a helységbe. Őszszakállú öregember volt. Egyetlen takaróval, egy bottal és fatalpú szandálban, egyedül vándorolt a hegyek között. - Olyan boldog vagyok, hogy idejöttél. Megáldanád ezt a gyermeket a kedvemért? - kérdezte mesterem az öreg szvámitól. - Nincs szükségem az áldásodra. Ennivalóra van szükségem. Éhes vagyok - ellenkeztem. - Ha e gyenge pillanatodban nem tudsz uralkodni magadon, az élet harcában is elbuksz. Kérlek, ajánld fel ételedet a szváminak. Először azonban hozz neki vizet, és mosd meg a lábát. - mondta erre mesterem. Úgy tettem, amint kérte, de sem lelkes nem voltam, sem a lábmosás jelentését nem értettem. Segítettem megmosni a szvámi lábát, majd megkértem, hogy üljön le és odaadtam neki az ételt. Később megtudtam, hogy előtte négy napig semmit sem evett. Átvette az ételt és így szólt: - Isten áldjon! Sohasem leszel éhes, csak ha ételt tesznek eléd. Ez az áldásom rád. Szavai még mindig fülemben visszhangoznak. Pontosan attól a naptól kezdve megszabadultam attól a belső kényszertől, ami korábban oly gyakran vezetett a gyerekes éhségérzethez. Nem sok választja el az önzést, az önzetlenségtől, a szeretetet, a gyűlölettől. Ha valaki túllép e határvonalon, örömét lelheti abban, ha másokért tehet anélkül, hogy viszonzást várna cserébe. Ez a legnagyobb öröm mind közül; alapvető lépés a megvilágosodáshoz vezető úton. Az önző ember sohasem juthat el idáig, mert az egója által kiépített határok között marad. Az önzetlen ember megedzi egóját és magasabb szintű célokra tartogatja. Világunkban az emelkedett szellemű férfiak és nők általános jellemvonása az önzetlenség. Semmit sem érhetünk el önzetlen szolgálat nélkül. Az Írások minden rítusa és tudása hiábavaló, ha tetteink nélkülözik az önzetlenséget. .... Az első nap, miután felvettek a szvámi rendbe, mesterem így szólt: - Tudod-e, hogy szvámiként alamizsnát kell koldulnod? - Micsoda? - hökkentem meg. - A benned levő hamis ego azt mondja, hogy másoktól függetlenül létezel. Meg kell tisztítanod az egót. és ezt nem érheted el alázat híján. Olyan házakhoz küldelek koldulni, ahol szegények élnek, és akkor majd megérted, ki is vagy valójában. - Rendben - egyeztem bele. Sohasem felejtem el, mi történt ezután. Jó egészségnek örvendtem és jómódú származásomból eredően selyemruhát hordtam. El tudunk képzelni egy koldust, aki selyemben jár? Korán reggel indultam el alamizsnát koldulni és elsőként egy nővel találkoztam, aki éppen tehenet fejt. Térdei közt egy agyagedényt tartva énekelgetett fejés közben. - Nárájan Hari (ⁿ) - köszöntöttem a nőt. (ⁿ: a szvámik ezzel a kifejezéssel mutatják be magukat) Annyira meglepődött, hogy felugrott, az edény leesett és darabokra tört. Ó egek! - gondoltam. Nagyon dühös lett és kiabálni kezdett: - Hogyan koldulhat egy ilyen erős, egészséges fiatalember. Csak terhet jelentesz a nép számára, és magad számára is. Ki tanított rá, hogy így koldulj? Selyemruhára van pénzed, és közben koldulni jársz? Egyre jobban belelovagolta magát az átkozódásba. Visszamentem mesteremhez. Minden nap megkérdezte: "Ettél már ma?" Aznap is vártam a szokásos kérdést, de elmaradt. Egész nap szótlan voltam, ahogy ő is. Este felpanaszoltam neki: - Ma nem kérded meg, hogy ettem-e már? - Nem kérdem, mert most már szvámi vagy - felelte. - Hogy érted ezt? - Egy szvámi ura önmagának és ura az étvágyának is. - Ezek szerint az, hogy szvámi lettem, azt jelenti, hogy nem fogsz többé gondoskodni rólam? - Én is szvámi vagyok, most már te is szvámi vagy. Mi különbség közted és köztem? Te akartál szvámi lenni. Most gondoskodj magadról. Miért akarsz rám támaszkodni? Nagyon elszomorodtam és elgondolkoztam a dolgon, majd arra az elhatározásra jutottam, hogy mostantól fogva függetlennek kell lennem. - Megfogadom, hogy a mai naptól kezdve, történjék bármi is, sohasem fogok alamizsnát koldulni. Ha Isten is azt akarja, élni fogok, de soha nem koldulok többé. - Ha meg akarod szenvedni a fogadalmat, az a te dolgod. Nincs mit mondanom. Szvámi vagy. E fogadalommal a lelkemben mentem el és ültem le a Gangesz partjára. Sokan jöttek hozzám, de mindenki biztos volt benne, hogy valaki már gondoskodik rólam. Okkersárga ruhámat látva virágokat hoztak és meghajoltak előttem, de senki nem hozott gyümölcsöt és ennivalót. Tizenhárom napig senki sem kérdezte meg, hogy ettem-e már. Az járt a fejemben: Miért is jutott eszembe az az őrültség, hogy szvámi legyek? Tizenhárom nap elteltével könnyekre fakadtam. Az Istenanyához kezdtem imádkozni: Fogadalmat tettem, hogy becsületesen követem az utat, de még egy szelet kenyerem sincs. Hirtelen egy kéz emelkedett ki a vízből, egy étellel teli edényt tartó kéz közeledett felém, és egy női hangot hallottam: Tessék, ez a tiéd. Bármennyit ettem is belőle, az edény soha nem ürült ki. Három éven át ebből az edényből ettem. Sok embernek osztottam szét belőle élelmet és sohasem ürült ki. Egészen az edény rabjává váltam. Az emberek semmit sem tanultak tőlem, csak azért jöttek hozzám, hogy a csodálatos edényt láthassák. Mesterem azt tanácsolta: Hajítsd vissza a Gangeszbe! Követtem tanácsát. Ha az ember a lemondás útján jár, Isten sokszor megkísérti. Csak akkor érkezhet el a célhoz, ha minden kísértésnek ellenáll. Eltelik bizonyos idő, míg az anya karjába veszi a gyermekét, először azonban számtalan más dologgal próbál hatni rá. Ugyanez történik velünk is az önmegvalósítás útján. Felfedeztem, hogy akik teljes mértékben bírják a Mindenható kegyelmét, megkapják az élethez szükséges táplálékot és hajlékot. Ha az élelem és a hajlék miatt aggódunk, ez azt jelenti: a hitünk nem teljes még. Utolsó leheletemig hiszem, hogy egyedül Istent bírhatom, és ha Istenen kívül bármi mástól függővé teszem magam, az csak bajt hoz az életemben. Úgy érzem, hogy az Úr mindvégig előttem jár, és biztosítja számomra mindazt, amire szükségem van. .... 21 éves koromban egy szalmatetős kis kunyhóban éltem a Gangesz partján, 8 km-re Risikéstől. Mivel egyedül voltam, sokan azt hitték, hogy nagy bölcs vagyok. Ha elvonulsz, sárga ruhát viselsz, van melletted pár szent írás (lehet, hogy beléjük sem pillantasz soha), és nem veszel tudomást azokról, akik meglátogatnak, akkor az emberek arra a következtetésre jutnak, hogy biztos jelentős szvámi vagy. Egész álló nap emberek jöttek, hogy találkozzanak velem. Már arra sem jutott időm, hogy spirituális gyakorlataimat elvégezzem. Reggeltől estig jöttek, hajlongtak előttem, virágot, gyümölcsöt vagy pénzt hoztak ajándékba. Egy rövid ideig örültem is neki, de lassanként már zavarni kezdett a dolog. - Mi ez az egész? Tiszta időpocsékolás - gondoltam. Egyre dühösebb lettem a látogatóimra. - Miként lehetséges, hogy egy szvámi dühbe guruljon? - gondolkodtak az emberek. - Bizonyára csak színleli a dühét, hogy távolt tartson minket. Erre még többen érkeztek. Ez már végképp kihozott a sodromból. Elvesztettem a türelmemet és lelki egyensúlyomat é gorombaságokat kezdtem vagdosni hozzájuk. - Mester, átkozódásaid olyanok, mintha virágot adnál nekünk; áldásnak tekintjük őket - mondták erre az összegyűltek. Valósággal menekülnöm kellett arról a helyről. "Még mindig nem győztem le magamban a dühöt" - gondoltam magamban. Sok lemondottal esik meg ugyanez. Folyamatosan zaklatják és zavarják őket a látogatók. A szváminak meg kell tanulnia, hogy ne keltsen feltűnést és ne éljen olyan helyen, ahol gyakorlataiban megzavarhatják. A szvámi élete állandó háborgatásban telik. Azt hiszik, hogy teljesen más, mint a hétköznapi ember. Indiában a szvámi olyasvalakit jelent, aki korlátlan hatalommal rendelkezik, gyógyító, hitszónok és még sok minden más egy személyben. Az emberek nem veszik észre, hogy vannak szvámik, akik még csak most léptek az útra, mások már egy kicsit előrébb járnak rajta, és hogy csupán kevesen érnek célt. A megvilágosodás eléréséhez nem feltétlenül kell a lemondottak öltözékét hordanunk. Ami valóban számít: a folyamatos spirituális szádhana, mely tudatunk, tetteink és szavaink fegyelmezésére szolgál. Mily csodálatos szváminak lenni, de mily nehéz, hogy valóban azok legyünk! |

## Fordítás
- Ez a szócikk részben vagy egészben  a   swami című spanyol Wikipédia-szócikk fordításán alapul.  Az eredeti cikk szerkesztőit annak laptörténete sorolja fel. Ez a jelzés csupán a megfogalmazás eredetét és a szerzői jogokat jelzi, nem szolgál a cikkben szereplő információk forrásmegjelöléseként.